# Lena Overländer
Lena Overländer (* 24. April 1996 in Berlin; jetzt Lena Rößler) ist eine deutsche Volleyball- und Beachvolleyballspielerin.

## Karriere

### Halle
Lena Overländer kam durch ihre Eltern zum Volleyball und begann mit ihrer Zwillingsschwester Sarah Overländer beim TV Voerde, wo ihre Mutter eine neue Jugendgruppe gründete. Später wechselte sie zum VC Essen-Borbeck. 2014 ging sie dann zum Zweitligisten TV Gladbeck. Mit dem Verein erreichte sie 2015 den zweiten Platz in der zweiten Liga. Im Winter 2016 spielte sie nicht in der Halle, weil sie ein Auslandssemester in Kanada verbrachte. Von 2017 bis 2019 spielte sie dann bei den Deichstadt Volleys des VC Neuwied 77 und anschließend bei TSV Bayer Leverkusen.

### Beach
Seit 2012 bildet Lena Overländer ein Beachvolleyball-Duo mit ihrer Zwillingsschwester. 2013 und 2014 erreichten die Zwillinge Top-5-Ergebnisse bei den deutschen Meisterschaften der U18 bis U20. 2015 gelang ihnen beim Supercup in Kühlungsborn erstmals bei einem Turnier der deutschen Serie der Einzug ins Hauptfeld. Im folgenden Jahr gelang ihnen dies in Dresden. Bei den deutschen Hochschulmeisterschaften in Bayreuth kamen sie auf den dritten Platz. Seit 2017 wird das Duo von Bernd Werscheck trainiert. Auf der deutschen Tour erreichten die Zwillinge dreimal das Hauptfeld. Die Hochschulmeisterschaft beendeten sie erneut auf dem dritten Rang. 2018 spielten sie regelmäßig auf der Techniker Beach Tour und erreichten dabei meistens die Top 10. Ihre besten Ergebnisse erzielte sie als Vierte in Düsseldorf. Das gleiche Resultat erzielte Lena Overländer in Kühlungsborn, wo sie ausnahmsweise mit Olympiasiegerin Kira Walkenhorst antrat. Die Zwillinge schafften erstmals die Qualifikation für die deutsche Meisterschaft in Timmendorfer Strand, bei der sie das Achtelfinale erreichten.

## Snowvolleyball
Im Februar 2018 gewann Lena Overländer mit Karolin Fröhlich in Winterberg die erste deutsche Meisterschaft im Snowvolleyball. Im März wurde das Duo Neunter bei der Europameisterschaft der neuen Sportart in Wagrain.